# واسیل یورچنکو
واسیل یورچنکو (روسی: Василий Юрченко؛ زادهٔ ۲۶ مهٔ ۱۹۵۰) قایقران کانو اهل اوکراین است.